# Пуерто-Октай
Пуерто-Октай (ісп. Puerto Octay) — селище в Чилі. Адміністративний центр однойменної комуни. Населення - 2574 особи (2002). Селище і комуна входить до складу провінції Осорно і регіону Лос-Лагос.
Територія комуни – 1795,7 км². Чисельність населення – 9839 мешканців (2007). Щільність населення – 5,48 чол./км².

## Розташування
Селище розташоване за 56 км на північ від адміністративного центру області міста Пуерто-Монт та за 49 км на південний схід від адміністративного центру провінції міста Осорно, на березі озера Ллянкіуе.
Комуна межує:
- на півночі - з комунами Пуєуе, Осорно
- на сході - з комуною Пуерто-Варас
- на півдні - з комуною Пуерто-Варас
- на південному заході - з комуною Фрутильяр
- на заході - з комунами Ріо-Негро, Пурранке

## Демографія
Згідно з даними, зібраними під час перепису Національним інститутом статистики, населення комуни становить 9839 осіб, з яких 5119 чоловіків та 4720 жінок.
Населення комуни становить 1,24% від загальної чисельності населення регіону Лос-Лагос.. 67,23% належить до сільського населення та 32,77% - міське населення.